# Julio Lores
Julio Victor Lores (ur. 15 września 1908 w Huaral, zm. 15 lipca 1947) – peruwiański piłkarz, reprezentant Peru i Meksyku.

## Kariera klubowa
Lores przygodę z futbolem rozpoczął w 1928 w zespole Ciclista Lima. Rok później został zawodnikiem meksykańskiego Club Necaxa, w którym odnosił największe sukcesy. Czterokrotnie zwyciężył w rozgrywkach Primera Fuerza w sezonach 1932/33, 1934/35, 1936/37 i 1937/38. Dwukrotnie zdobył Copa MX w sezonach 1932/33, 1935/36.
Indywidualnie Lores dwukrotnie zdobył koronę króla strzelców Primera Fuerza w sezonach 1931/32 (20 bramek) oraz 1932/33 (8 bramek). W 1938, po 9 latach gry w Club Necaxa, zakończył karierę piłkarską. 

## Kariera reprezentacyjna

### Reprezentacja Peru
Lores został w 1930 powołany przez trenera Francisco Bru na pierwsze w historii Mistrzostwa Świata. Podczas turnieju wystąpił w dwóch spotkaniach przeciwko Rumunii oraz gospodarzom turnieju, reprezentacji Urugwaju. Były to jedyne spotkania, w jakich Lores zagrał dla reprezentacji Peru.
| Mecze i gole w reprezentacji Peru | Mecze i gole w reprezentacji Peru | Mecze i gole w reprezentacji Peru | Mecze i gole w reprezentacji Peru | Mecze i gole w reprezentacji Peru | Mecze i gole w reprezentacji Peru | Mecze i gole w reprezentacji Peru |
| #                                 | Data                              | Miasto                            | Przeciwnik                        | Gol                               | Wynik                             | Rozgrywki                         |
| --------------------------------- | --------------------------------- | --------------------------------- | --------------------------------- | --------------------------------- | --------------------------------- | --------------------------------- |
| 1.                                | 14.07.1930                        | Montevideo                        | Rumunia                           |                                   | 1:3                               | MŚ 1930                           |
| 2.                                | 18.07.1930                        | Montevideo                        | Urugwaj                           |                                   | 0:1                               | MŚ 1930                           |

### Reprezentacja Meksyku
Lores po raz pierwszy w reprezentacji Meksyku zagrał 27 marca 1935 w meczu przeciwko Salwadorowi, wygranym 8:1. Lores w tym spotkaniu strzelił jedną z bramek. 
W czterech kolejnych spotkaniach strzelił łącznie aż 7 bramek, m.in. trzy bramki przeciwko Hondurasowi. Po raz ostatni w drużynie meksykańskiej zagrał 14 lutego 1938 w spotkaniu z reprezentacją Wenezueli, wygranym 1:0. Łącznie Julio Lores w latach 1935–1938 zagrał w 7 spotkaniach dla Meksyku, w których zdobył 7 bramek. 
| Mecze i gole w reprezentacji Meksyku | Mecze i gole w reprezentacji Meksyku | Mecze i gole w reprezentacji Meksyku | Mecze i gole w reprezentacji Meksyku | Mecze i gole w reprezentacji Meksyku | Mecze i gole w reprezentacji Meksyku | Mecze i gole w reprezentacji Meksyku |
| #                                    | Data                                 | Miasto                               | Przeciwnik                           | Gol                                  | Wynik                                | Rozgrywki                            |
| ------------------------------------ | ------------------------------------ | ------------------------------------ | ------------------------------------ | ------------------------------------ | ------------------------------------ | ------------------------------------ |
| 1.                                   | 27.03.1935                           | San Salvador                         | Salwador                             | Gol                                  | 8:1                                  | towarzyski                           |
| 2.                                   | 28.03.1935                           | San Salvador                         | Gwatemala                            | Gol                                  | 5:1                                  | towarzyski                           |
| 3.                                   | 30.03.1935                           | San Salvador                         | Kuba                                 | Gol · Gol                            | 6:1                                  | towarzyski                           |
| 4.                                   | 01.04.1935                           | San Salvador                         | Honduras                             | Gol · Gol · Gol                      | 8:2                                  | towarzyski                           |
| 5.                                   | 02.04.1935                           | San Salvador                         | Kostaryka                            |                                      | 2:0                                  | towarzyski                           |
| 6.                                   | 26.09.1937                           | Meksyk                               | Stany Zjednoczone                    |                                      | 5:1                                  | towarzyski                           |
| 7.                                   | 14.02.1938                           | Panama                               | Wenezuela                            |                                      | 1:0                                  | towarzyski                           |

## Sukcesy
Club Necaxa
- Primera Fuerza (4): 1932/33, 1934/35, 1936/37, 1937/38
- Copa MX (2): 1932/33, 1935/36
- Król strzelców Primera Fuerza (2): 1931/32 (20 bramek), 1932/33 (8 bramek)